# Піонер-4
«Піонер-4» (англ. Pioneer 4, Першопроходець) — американська автоматична міжпланетна станція програми «Піонер» для дослідження Місяця з пролітної траєкторії. Апарат пролетів повз Місяць і вийшов на геліоцентричну орбіту, де перебуває досі.

## Опис
«Піонер-4» мав форму конуса висотою 58 см із діаметром основи 25 см. Конус був виготовлений із тонкого скловолокна, вкритого позолотою для електропровідності, і пофарбованого білими смугами для підтримки температури в межах від 10 до 50 °C. На кінчику конуса стирчала антена. В основі конуса кільцем розташовувались ртутно-цинкові батареї. Фотоелектричний датчик стирчав із центру кільця, він мав два фотоелементи, які мали увімкнутися світлом, відбитим від поверхні Місяця при прольоті за 30 000 км від поверхні. У центрі конуса розташовувався стабілітрон і два лічильники Гейгера — Мюллера. Передавач масою 0,5 кг передавав фазово модульований сигнал потужністю 0,1 Вт на частоті 960,05 МГц. Модульована потужність несної становила 0,08 Вт, загальна ефективна випромінювана потужність становила 0,18 Вт.
Механізм зменшення швидкості обертання складався з двох семиграмових вантажів, прикріплених до двох скручених у котушки дротів довжиною 150 м, які випускались гідравлічним таймером після 10 годин польоту. Вантажі вилітали з апарата, розкручували дроти на всю довжину, уповільнювали швидкість обертання апарата з 400 обертів за хвилину до 6, після чого відокремлювались.

## Політ
3 березня 1959 року о 05:10:45 UTC успішно відбувся запуск ракети-носія «Юнона-2». Апарат вийшов на траєкторію польоту до Місяця, передав дані про радіаційний стан й інформацію для відстеження траєкторії. 4 березня о 22:25 UTC апарат пройшов над поверхнею Місяця на висоті 60 000 км. Відстань була удвічі більшою від необхідної для вмикання фотоелементів. Апарат передавав дані 82 години після запуску до відстані 658 000 км від Землі. 18 березня о 01:00 UTC апарат досяг перигелію.